# Eupastranaia tumidifrons
Eupastranaia tumidifrons là một loài bướm đêm trong họ Crambidae.